# Sinclair User
Sinclair User (сокращённо SU) — ежемесячное английское печатное издание в формате журнала, посвящённое домашним компьютерам компании Sinclair Research, и особенно ZX Spectrum, выходившее в годы популярности этих платформ.
Первый номер был выпущен в апреле 1982 года, последний — в апреле 1993 года, всего вышло 134 номера журнала — таким образом, из журналов по тематике ZX Spectrum это был самый долгоживущий. Выпуском журнала занималось издательство ECC Publications, впоследствии EMAP.
Как и другие подобные издания, SU содержал новости, обзоры и анонсы игр, подсказки и руководства, регулярные рубрики, письма читателей. К обложке журнала обычно прикреплялась кассета с демоверсиями игр (англ. cover tape).
В апреле 1992 года журнал CRASH был приобретён британской медиакомпанией EMAP и формально два журнала были объединены в один. Но по сути, это привело лишь к тому что на обложке Sinclair User в течение нескольких выпусков фигурировал логотип CRASH.

## Timex Sinclair User
На американском рынке компьютеры Sinclair продавались под маркой «Timex Sinclair», и с мая по ноябрь 1983 года там выходил журнал Timex Sinclair User, всего вышло 7 номеров. Выпуски журнала печатались в Англии.